# Kaufmannsgericht

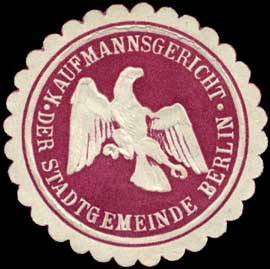
Siegelmarke Kaufmannsgericht der Stadtgemeinde Berlin

Kaufmannsgerichte waren im Deutschen Kaiserreich Schiedsgerichte zur Klärung von arbeitsrechtlichen Konflikten. Damit waren sie eine Frühform der Arbeitsgerichtsbarkeit in Deutschland.
Mit den Reichsjustizgesetzen waren 1879 für Zivil- und Strafsachen alle Gerichte der besonderen Gerichtsbarkeit abgeschafft und die Konfliktparteien wurden ausschließlich auf die Ordentliche Gerichtsbarkeit verwiesen. Im gewerblichen Bereich betraf das unter anderem die Handelsgerichte und Fabrikgerichte.
Dies wurde jedoch bald als zu rigide empfunden. Mit Reichsgesetz vom 6. Juli 1904 (Gesetz, betreffend Kaufmannsgerichte) wurden daher Kaufmannsgerichte eingerichtet. Diese waren besondere Gerichte zur Entscheidung von Konflikten aus dem Arbeitsverhältnis zwischen Kaufleuten (Prinzipal) und Handlungsgehilfen und -lehrlingen. Diese Handlungsgehilfen waren dadurch abgegrenzt, dass sie weniger als 5000 M Jahresgehalt haben durften.